# 芝櫻 (テレビドラマ)
『芝櫻』（しばざくら）は、1970年10月6日から1971年1月26日までフジテレビ系列局で放送されていたフジテレビ製作のテレビドラマ。全17回。放送時間は毎週火曜 21:00 - 21:30 （日本標準時）。

## 内容
舞台は昭和時代初期。花街・花柳界の環境に育ちながらもその美しさとバイタリティーを以って生き抜く正子と蔦代の二人を中心に描いた物語。

## 出演者
- 正子：池内淳子
- 蔦代：浜木綿子
- 阿や八：山田五十鈴
- 桜むつ子
- 山田：中村賀津雄
- 仙七：林与一
- 江藤：佐野浅夫
- 小森：藤岡琢也
- 近江屋番頭：西村淳二
- おきん：東恵美子
- 芳沢三延：瀬川新蔵（第9話）
- 東川画伯：北沢彪（第10話）
- ほか

## スタッフ
- 原作：有吉佐和子
- 脚本：茂木草介
- 演出：大野木直之